# Castel Pagan
Il Castel Pagan (2.608 m s.l.m.) è una montagna delle Alpi Retiche meridionali. Appartiene alla Catena delle Maddalene e ne costituisce una delle cime più elevate oltre che una tra le vette più meridionali. È compresa tra la Val di Rabbi (laterale della Val di Sole) e la Val di Bresimo (laterale della Val di Non).

## Descrizione
Essendo situato nella parte sud-occidentale della Catena delle Maddalene è circondato dalle cime più elevate delle Alpi della Val di Non come Punta di Quaira (2752 m s.l.m.) e Cima Tuatti (2701 m s.l.m.).
A differenza delle comuni vette del gruppo non ha una forma piramidale ma da alcune prospettive assomiglia più ad una costruzione instabile e casuale. Forse proprio questa inusuale caratteristica ha fatto sì che il suo nome non sia come quello di una comune vetta cioè senza comprendere cima o monte ma coniando il suo nome semplicemente con Castel Pagan.

## Ascensioni
Il Castel Pagan è raggiungibile da tre valli: dalla Val di Rabbi, dalla Val di Bresimo e dalla Val d'Ultimo:
Val di Rabbi:

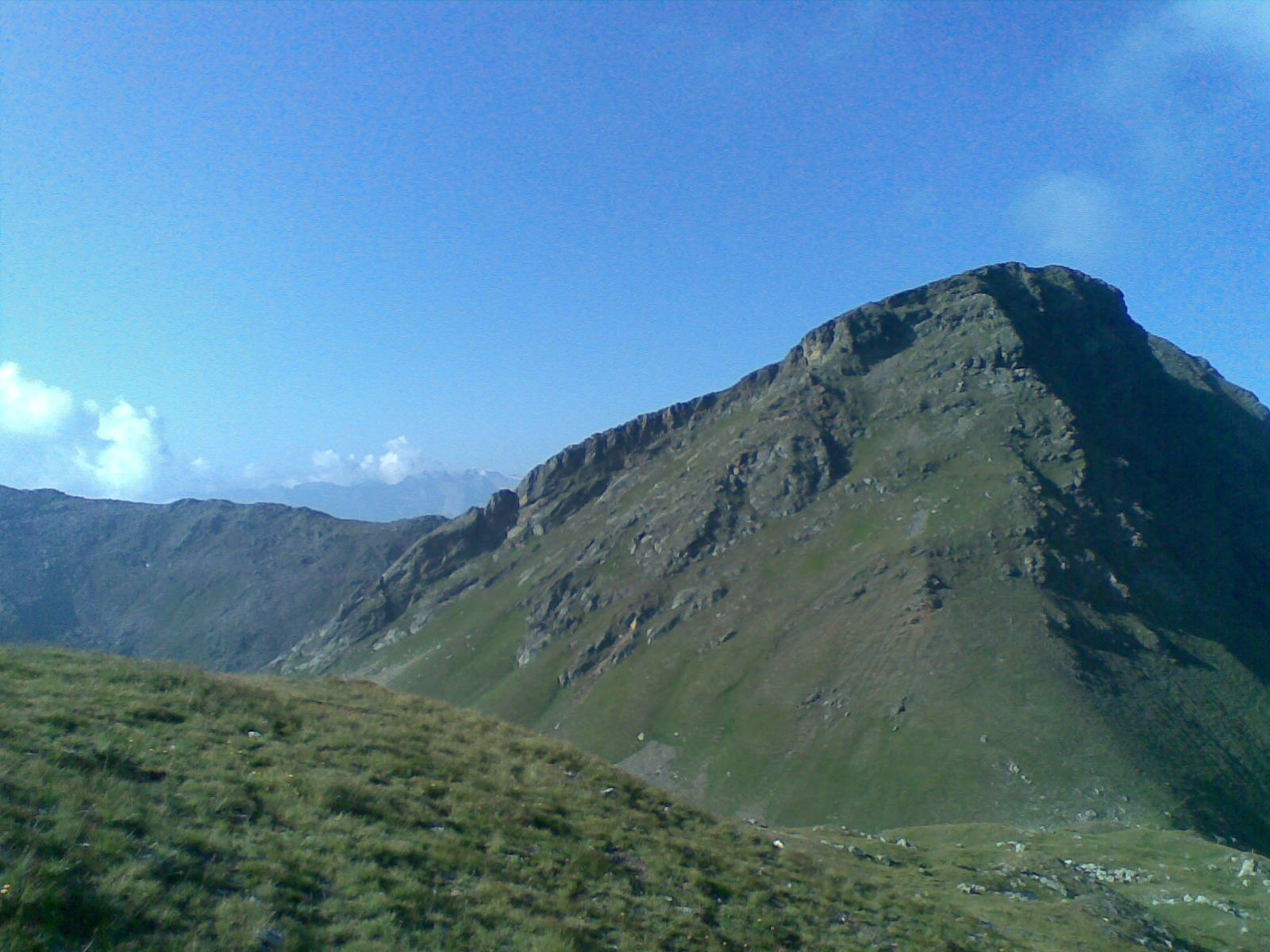
Il versante nord del Castel Pagan da Cima Tuatti. L'itinerario più comune sale da qui.

- da Cavallar di Rabbi (1250 metri circa): per il sentiero SAT 133a, passando per malga Palù (2088 m s.l.m.) e passo Palù (2412 m s.l.m.). Da qui il percorso si inerpica sul versante nord, non è presente una precisa traccia di sentiero e si tocca il primo grado superiore. Percorso poco utilizzato per raggiungere la vetta in questione - 5 ore per 1358 metri in dislivello circa;
- da Stablum di Rabbi (1466 m s.l.m.): per il sentiero SAT 133, che si collega al precedente a malga Palù. Il dislivello e il tempo da impiegare sono relativamente uguali all'itinerario precedente. Entrambi i percorsi possono essere deviati al Rifugio Stella Alpina al Lago Corvo con un aumento di tempo di circa venti minuti[2].

Val di Bresimo:
- da Malga Bordolona di Sotto (1806 m s.l.m.): per il sentiero SAT 133 (che corrisponde al sentiero Aldo Bonacossa) passando per malga Bordolona di Sopra e il passo Palù (2412 m s.l.m.) fin qui facile poi il percorso si inerpica sul versante nord, non è presente una precisa traccia di sentiero e si tocca il primo grado superiore. - 3 ore e 800 metri di dislivello - questo è il percorso più comune e generalmente più utilizzato dagli escursionisti;
- uguale al precedente fino a Malga Bordolona di Sopra (2084 m s.l.m.) per poi puntare verso sud lungo una traccia e raggiungere la vetta tramite la cresta sud del Castel Pagan, leggermente più facile della cresta nord[3].

Val d'Ultimo:
- dall'abitato di Santa Gertrude (1504 m s.l.m.): salendo per una comoda strada fino al Rifugio Stella Alpina al Lago Corvo e da qui svoltare verso est fino a raggiungere il passo Palù (2412 m s.l.m.) e poi salite lungo il versante nord.

### Difficoltà tecniche
Come esplicitato precedentemente la salita più comoda e facile è quella con partenza dalla malga Bordolona di Sotto che non presenta particolari difficoltà, richiede delle minime abilità escursionistiche il passaggio da passo Palù alla vetta (dove bisogna superare un primo grado superiore). Più impegnativi invece gli itinerari dalle altre due valli:
- dalla Val di Rabbi (i due itinerari sono quasi uguali) bisogna saper affrontare un determinante dislivello che può pesare su degli escursionisti inesperti;
- dalla Val d'Ultimo l'itinerario proposto è decisamente lungo, circa 12 chilometri, ed in più si aggiungono più di 1000 metri di dislivello.

## Il panorama

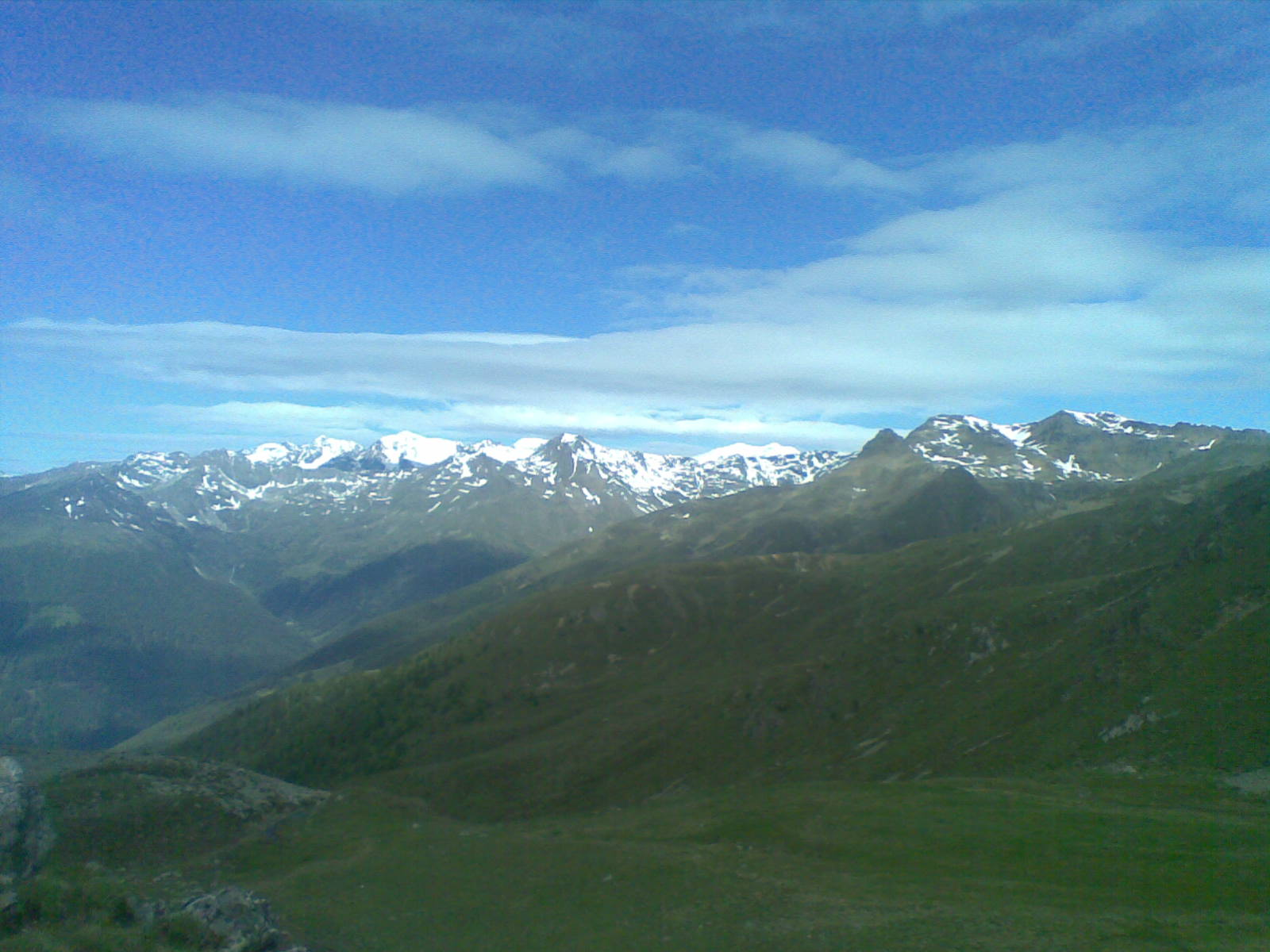
Dal Passo Palù (2412) vista verso ovest sul gruppo Ortles-Cevedale. Il Castel Pagan si troverebbe sulla sinistra.

Dal passo Palù (2412 m s.l.m.) ed in particolare dalla sommità del Castel Pagan si può godere di un'ampia vista sul gruppo Ortles-Cevedale, il gruppo Vegaia-Tremenesca, parte della Catena delle Maddalene e delle restanti Alpi della Val di Non. E infine è visibile tutta la Val di Rabbi e gran parte della Val di Bresimo più interna.
Infatti il passo Palù oltre che per il collegamento tra la malga Bordolona di Sotto e il Rifugio Stella Alpina al Lago Corvo è abbastanza frequentato dagli escursionisti per il panorama che offre nelle belle giornate estive.

## Punti d'appoggio
I principali punti d'appoggio sono:
- Rifugio Stella Alpina al Lago Corvo (2425 m s.l.m.) - a circa 1.30 ore dalla vetta;
- Malga Bordolona di Sopra (2084 m s.l.m.) - a circa 2 ore dalla cima;
- Malga Bordolona di Sotto (1806 m s.l.m.) - a circa 3 ore dal Castel Pagan;
- Malga Palù (2088 m s.l.m.) - a circa 1.45 ore dalla vetta